# USS Greeneville (SSN-772)
Za druga plovila z istim imenom glejte USS Greeneville.
USS Greeneville (SSN-772) je jedrska jurišna podmornica razreda los angeles.

## Zgodovina
9. februarja 2001 je bila podmornica povzročiteljica nesreče, ko je med manevrom hitrega dviga zadela japonsko ribiško ladjo, pri čemer je umrlo 9 članov posadke, od tega 4 dijaki.
27. avgusta istega leta je podmornica nasedla pri vstopu v pristanišče Sajpan in utrpela manjše poškodbe. 27. januarja 2002 je podmornica trčila s USS Ogden (LPD-5) pri procesu izmenjave posadke, pri čemer sta obe plovili utrpeli poškodbe boka, a sta vseeno lahko pluli.